# Elia Suleiman
Elia Suleiman, arab. إيليا سليمان (ur. 28 lipca 1960 w Nazarecie) – palestyński reżyser, scenarzysta, aktor i producent filmowy. Jego filmy cechuje tragikomiczny styl, łączący w sobie w poetycki sposób burleskę z trzeźwym oglądem rzeczywistości rodzinnej Palestyny. Występuje on w nich w głównych rolach, co tym bardziej skłania krytykę do porównywania jego twórczości do spuścizny Bustera Keatona czy Jacques'a Tatiego.

## Życiorys
Urodził się w Nazarecie w rodzinie pochodzenia greckiego. W latach 1982–1993 mieszkał w Nowym Jorku. W 1994 przeniósł się do Jerozolimy, gdzie działał na rzecz utworzenia Wydziału Filmu i Mediów na tamtejszym uniwersytecie. Był tam też wykładowcą i do dziś jeździ z wykładami po całym świecie.
Jego pierwszy film fabularny Kronika znikania (1996) przyniósł mu Nagrodę im. Luigiego De Laurentiisa dla najlepszego debiutanta na 53. MFF w Wenecji. Niedługo potem powstał obraz będący największym sukcesem Suleimana - Boska interwencja (2002). Ta współczesna tragikomedia o życiu w okupowanej Palestynie zdobyła Nagrodę Jury i Nagrodę FIPRESCI na 55. MFF w Cannes, jak również Europejską Nagrodę Filmową dla najlepszego filmu spoza Europy. 
Czas, który pozostał (2009) startował w konkursie głównym na 62. MFF w Cannes. Kolejnym projektem reżysera była jedna z nowel do filmu 7 dni w Hawanie (2012). Najnowszy obraz Tam gdzieś musi być niebo (2019) zdobył Wyróżnienie Jury i Nagrodę FIPRESCI na 72. MFF w Cannes.
Suleiman zasiadał w jury konkursu głównego na 59. MFF w Cannes (2006) oraz na 71. MFF w Wenecji (2014). Żoną reżysera jest libańska piosenkarka Yasmine Hamdan. Para mieszka w Paryżu.